# Hypericum caracasanum
Hypericum caracasanum är en johannesörtsväxtart. Hypericum caracasanum ingår i släktet johannesörter, och familjen johannesörtsväxter.

## Underarter
Arten delas in i följande underarter:
- H. c. caracasanum
- H. c. turumiquirense